# Patrick Lyster
Patrick „Paddy“ Lyster ist ein südafrikanischer Schauspieler.

## Leben
Seit den 1980er Jahren ist er als Schauspieler tätig. Er begann als Nebendarsteller in verschiedenen Filmproduktionen. Einem breiteren nationalen Publikum wurde er durch Besetzungen in den Fernsehserien The Lab, Wildes Herz Afrika, Outcasts oder Strike Back bekannt. Er wirkte auch regelmäßig in deutschen Produktionen wie 1998 in der Fernsehserie Gegen den Wind, 2000 im Spielfilm Die Wüstenrose, 2005 im Fernsehfilm Einmal so wie ich will, 2006 in einer Episode der Fernsehserie Forsthaus Falkenau, 2009 in einer Episode der Fernsehserie SOKO Leipzig sowie 2011 im Fernsehfilm Treasure Guards – Das Vermächtnis des Salomon mit. 2013 war er als Joost Opperman in Zulu zu sehen. Von 2014 bis 2016 stellte er in 22 Episoden der Fernsehserie Black Sails die Rolle des Captain Benjamin Hornigold dar. Von 2019 bis 2020 verkörperte er in vier Episoden der Fernsehserie The Outpost die Rolle des Captain Calkussar.

## Filmografie (Auswahl)
- 1989: American Eagle – Merchants of War II
- 1989: Enemy Unseen – Unsichtbare Feinde (Enemy Unseen)
- 1989: Accidents
- 1989: Dirty Games
- 1990: Reason to Die
- 1990: Mexican Jackpot (Thieves of Fortune)
- 1990: Return to Justice
- 1990: The African Precedent
- 1990: The Fourth Reich
- 1990: Impact
- 1991: American Kickboxer – Blood Fighter (American Kickboxer)
- 1991: The Gift
- 1994: Trigger Fast
- 1995: Butterfly Dream (Mini-Serie)
- 1997: Tarzan – Die Rückkehr (Tarzan: The Epic Adventures) (Fernsehserie, Episode 1x22)
- 1997: Sindbads Abenteuer (The Adventures of Sinbad) (Fernsehserie, Episode 2x06)
- 1997: Operation Delta Force 2: Mayday (Fernsehfilm)
- 1998: Operation Delta Force III
- 1998: Gegen den Wind (Fernsehserie, Episode 4x03)
- 1999: Die Profis – Die nächste Generation (CI5: The New Professionals) (Fernsehserie, Episode 1x01)
- 1999: Luckys große Abenteuer ((Running Free))
- 2000: Die Wüstenrose (Fernsehfilm)
- 2000: Ich träumte von Afrika (I Dreamed of Africa)
- 2000: ...At First Sight (Kurzfilm)
- 2001: The Groomsmen – Die Chaotenhochzeit
- 2002: Borderline – Unter Mordverdacht (Borderline) (Fernsehfilm)
- 2003: Execution TV
- 2003: The Wedding Bet
- 2003: Bone Snatcher – Das Grauen wartet in der Wüste (The Bone Snatcher)
- 2004: 12 Days of Terror (Fernsehfilm)
- 2005: Slipstream – Im Schatten der Zeit (Slipstream)
- 2005: Kein Himmel über Afrika (Fernsehfilm)
- 2005: Einmal so wie ich will (Fernsehfilm)
- 2005: Supernova – Wenn die Sonne explodiert (Supernova) (Fernsehfilm)
- 2005: Known Gods (Fernsehserie)
- 2006: Le Rainbow Warrior (Fernsehfilm)
- 2006: Die Frau im roten Kleid (Fernsehfilm)
- 2006: The Lab (Fernsehserie, 3 Episoden)
- 2006: I Shouldn't Be Alive (Dokumentarfilm-Serie, Episode 2x07)
- 2006: Forsthaus Falkenau (Fernsehserie, Episode 17x13)
- 2006–2007: Wildes Herz Afrika (Wild at Heart) (Fernsehserie, 2 Episoden)
- 2007: Die Fährte des Grauens (Primeval)
- 2007: Jonestown: Paradise Lost (Fernsehdokumentation)
- 2007: Goodbye Bafana
- 2007: Anner House (Fernsehfilm)
- 2007: Geschichte made in Hollywood (The True Story) (Dokumentarfilm-Serie, Episode 2x07)
- 2007: Das zweite Leben – Dr. Barnard und die erste Herztransplantation (To Be First) (Fernsehfilm)
- 2008: End of the Road (Fernsehfilm)
- 2008: The Devil's Whore (Mini-Serie, Episode 1x04)
- 2009: SOKO Leipzig (Fernsehserie, Episode 9x11)
- 2009: Endgame
- 2009: Der Kapitän (Fernsehserie, Episode 3x01)
- 2009: Natalee Holloway (Fernsehfilm)
- 2009: Invictus – Unbezwungen (Invictus)
- 2010: Auftrag in Afrika (Fernsehfilm)
- 2010: The Bang Bang Club
- 2010: Death Race 2
- 2011: Outcasts (Fernsehserie, Episode 1x01)
- 2011: Women in Love – Liebende Frauen (Women in Love) (Mini-Serie, 2 Episoden)
- 2011: Sniper: Reloaded
- 2011: The Runaway (Mini-Serie, 3 Episoden)
- 2011: Blue Crush 2 – No Limits (Blue Crush 2)
- 2011: Il console italiano
- 2011: Treasure Guards – Das Vermächtnis des Salomon (Treasure Guards)
- 2012: Dredd
- 2012: Interview with a Hitman
- 2012: Strike Back (Fernsehserie, Episode 3x05)
- 2012: The Girl (Fernsehfilm)
- 2012: Leonardo (Fernsehserie, 2 Episoden)
- 2013: The Algiers Murders
- 2013: Zulu
- 2013: SAF3 (Fernsehserie, 3 Episoden)
- 2014: Die perfekte Welle (The Perfect Wave)
- 2014: Bordering on Bad Behavior
- 2014–2016: Black Sails (Fernsehserie, 22 Episoden)
- 2015: Savage Ivy (Kurzfilm)
- 2016: Stag Knights (Kurzfilm)
- 2016: Jakkals 13 (Kurzfilm)
- 2017: Hear No Evil (Fernsehserie, Episode 1x01)
- 2018: Liebe auf Safari (Love on Safari) (Fernsehfilm)
- 2018: Order of the Dragon (Fernsehfilm)
- 2019: Mr. Jones
- 2019: The Red Sea Diving Resort
- 2019–2020: The Outpost (Fernsehserie, 4 Episoden)
- 2020: Black Beauty
- 2020: Wonder Woman 1984
- 2024: Apartment 7A